# Rosegaferro
Rosegaferro, és un barri del municipi de Villafranca di Verona, a la província de Verona, regió de Vèneto, Itàlia, amb 1.300 habitants.
Segons alguns estudiosos, el nom deriva del fet que la terra que envolta la ciutat és molt rocosa, de manera que consumeix (rosega en Vènet) el ferro de l'arada.

## Persones il·lustres
- Mario Zenari, (1946) cardenal i arquebisbe catòlic

## Monuments i museus
- Església parroquial, construïda el 1754, es va engrandir amb un pla de creu llatina el 1952.[1]